# Элдридж, Рой
Дэвид Рой Элдридж (David Roy Eldridge; 30 января 1911 года — 26 февраля 1989 года), прозванный из-за своего низкого роста «Маленький джаз» (Little Jazz), — американский трубач, один из самых ярких и влиятельных в истории джаза. Его огненные, гармонически смелые импровизации 1930-х годов сильно повлияли на Диззи Гиллеспи, назвавшего его «мессией нашего поколения», и стали своеобразным мостом между эпохами свинга и бибопа.
Музыкальный путь Роя начался в раннем детстве под влиянием старшего брата, саксофониста и аранжировщика Джо Элдриджа (1908-52). Начав с игры на барабанах в шесть лет, к двенадцати годам Рой переключился на трубу, очарованный страстной манерой Луи Армстронга и лиризмом саксофониста Коулмена Хокинса (с которым впоследствии часто сотрудничал). Сочетание влияний деревянных и металлических инструментов сформировало его уникальный стиль, отмеченными виртуозными высокими нотами и сложными, похожими на саксофонные, импровизациями.
В юности Элдридж оттачивал мастерство в региональных ансамблях Среднего Запада. В 1930-х играл в оркестре Тедди Хилла, а позже присоединился к ансамблю Флетчера Хендерсона, где его взрывные соло привлекли внимание более широкой публики. К 1936 году он возглавил собственный бэнд в Нью-Йорке, куда вошел его брат Джо. К этому периоду относятся такие новаторские композиции, как After You’ve Gone и Heckler’s Hop. В числе первых джазменов использовал тритоновую замену. В июле 1935 года записал вместе с вокалисткой Билли Холидей серию песен, включавшую What a Little Moonlight Can Do.
В 1941 году был принят в состав «белого» оркестра Джина Крупы, одним из первых джазменов преодолев расовый барьер. Его зажигательные дуэты с начинающей белой певицей Анитой О’Дэй (например, прославивший её номер Let Me Off Uptown) бросали вызов сегрегации и расширяли аудиторию джаза. В 1944 году перешёл в оркестр Арти Шоу. В 1950-х и 1960-х годах Элдридж гастролировал с проектом Jazz at the Philharmonic вместе с такими легендами, как Элла Фитцджеральд и Оскар Питерсон. Его соревновательный дух ярко проявлялся в джемах, где он без страха вступал в музыкальные диалоги с молодыми исполнителями.
Несмотря на проблемы со здоровьем, включая инсульт в 1970 году, Элдридж продолжал выступать как трубач вплоть до 1980 года. В 1982 году удостоился стипендии NEA Jazz Masters.